# Arezki Dahmani
Pour les articles homonymes, voir Dahmani.
Arezki Dahmani, né le 18 mars 1950 à Boghni en Algérie française, est un économiste et militant politique français.

## Biographie

### Jeunesse et formation
Arezki Dahmani naît le 18 mars 1950 à Boghni, en Algérie française.
Il obtient un doctorat en sciences économiques en 1979.

### Parcours professionnel
Il est professeur à l'université Paris-XIII.
Il a présidé France Plus.
En 1991, il fait partie des premiers membres du Comité Laïcité République.

## Controverses

### Faux et usage de faux à France Plus
Dahmani est condamné en 1994 pour faux et usage de faux et échoit d'une amende de 15 000 francs par la décision 12e chambre du tribunal correctionnel de Paris. Il était accusé par un ancien salarié de l'association France Plus au sujet d'un certificat de travail,.

### Trafic d'influence auprès de l'université Paris XIII
Arezki Dahmani est suspendu à partir de 2011 à la suite d'accusations d'inscriptions frauduleuses d'étudiants chinois à son université. Cependant, le Conseil d'État annule l'interdiction d'enseigner pendant trois ans qui avait été décidée par le Conseil national de l'enseignement supérieur et de la recherche.

## Ouvrages
- Peut-on laisser faire l'État, sans rien faire ?, Paris, Canubis, 2004, 253 p. (ISBN 978-2-915902-00-6, BNF 39292788)